# Monitor Wiadomości
Monitor Wiadomości – program informacyjno-publicystyczny nadawany w latach 1999–2004 przez TVP1.

## Historia programu
Monitor Wiadomości  był nadawany od początku października 1999  do końca lipca 2004 w okresie prezesury Roberta Kwiatkowskiego. Zastąpił on program publicystyczny W centrum uwagi. Program emitowany był od poniedziałku do piątku w nieregularnych godzinach wieczornych (najczęściej od godziny 22.30 do 23.30). Program miał charakter informacyjno - publicystyczny  przedstawiane były bieżące informacje lub rozmowa z politykami a na zakończenie przedstawiano prognozę pogody. 30 lipca 2004 program został zdjęty i zastąpiony przez wieczorne wydanie Wiadomości.

## Logo programu
Logo składało się z takich samych, tylko odwróconych liter M i W, podobnych do loga Wiadomości. Po zmianie oprawy w 2002 w czołówce była widoczna litera M, przy niej napis „monitor”.

## Prezenterzy
- Magdalena Michalak
- Sławomir Siezieniewski
- Małgorzata Żochowska
- Jolanta Pieńkowska
- Kamil Durczok
- Sławomir Jeneralski
- Marek Czyż

## Reporterzy
- Izabela Bajda
- Adam Feder
- Bianka Frejlich
- Andrzej Koneszko
- Arkadiusz Kubala
- Andrzej Mazurowski